# 1005年
| 千纪： | 2千纪 |
| 世纪： | 10世纪 \| 11世纪 \| 12世纪                                                                                 |
| 年代： | 970年代 \| 980年代 \| 990年代 \| 1000年代 \| 1010年代 \| 1020年代 \| 1030年代                              |
| 年份： | 1000年 \| 1001年 \| 1002年 \| 1003年 \| 1004年 \| 1005年 \| 1006年 \| 1007年 \| 1008年 \| 1009年 \| 1010年 |
| 纪年： | 乙巳年（蛇年）；契丹統和二十三年；北宋景德二年；大理明治九年；高麗穆宗八年；越南應天十二年；日本寬弘二年   |

## 大事记
- 1月28日——北宋与契丹订立澶淵之盟。
- 崔沖高麗科舉狀元。
- 熱那亞共和國成立。
- 广济寺 (宝坻)开山。

## 出生
- 克雷芒二世，罗马教廷第149代教皇（1047年逝世，32岁）
- 麦克白，苏格兰王国国王（1057年逝世，42岁）

## 逝世
- 马依泽，北宋天文学家（约910年出生，95岁）
- 安倍晴明，日本平安时代阴阳师（约921年出生，84岁）
- 黎大行，越南前黎朝建立者（941年出生，61岁）
- 前黎中宗，越南前黎朝第2代皇帝（983年出生，22岁）